# Eriolaena quinquelocularis
Eriolaena quinquelocularis là một loài thực vật có hoa trong họ Cẩm quỳ. Loài này được (Wight & Arn.) Wight mô tả khoa học đầu tiên năm 1844.